# Valea Bolvașnița, Caraș-Severin
Valea Bolvașnița este un sat în comuna Mehadia din județul Caraș-Severin, Banat, România. Se află la 15 km de orașul-stațiune Băile Herculane.
Localitatea este străbătută de râul Liubiana, afluent al râului Belareca, râu ce se unește cu Cerna la gara Băile Herculane.

## Legături externe

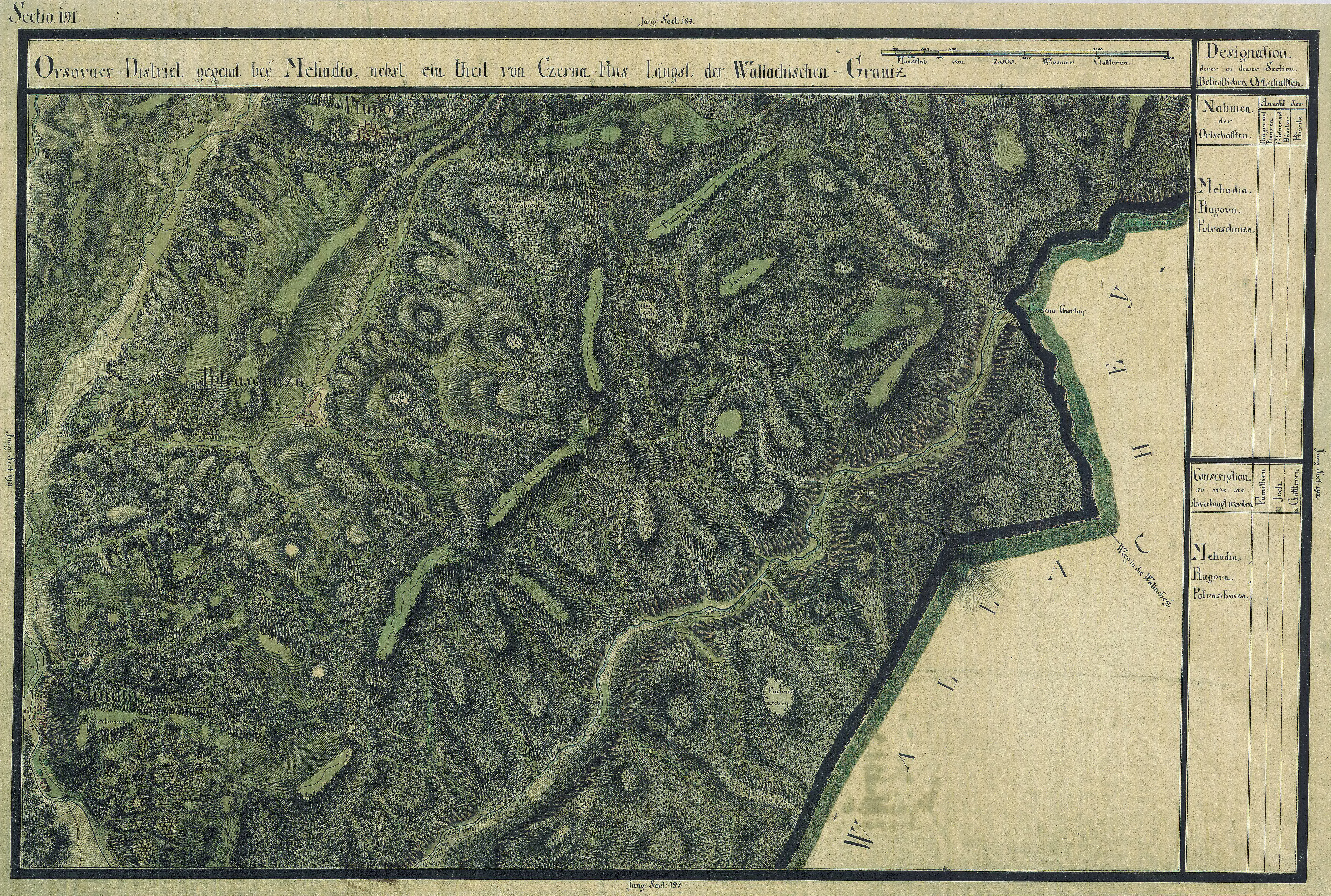
Valea Bolvașnița în Harta Iosefină a Banatului, 1769-72